# 나카쓰야마촌
나카쓰야마촌(中津山村)은 1955년까지 일본 미야기현 모노군 서부에 존재했던 촌이다. 현재의 이시노마키시에 해당한다.

## 역사
- 1889년 4월 1일 - 정촌제 시행에 수반해 나카쓰야마촌이 성립하였다.
- 1955년 3월 21일 - 모노촌과 합병해, 모노정이 되었다.

## 관계저명인
- 아베 슈이치(阿部秀逸)（귀족원 고액 납세자 의원, 마을 의원）

## 참고문헌
- 『宮城県町村合併誌』（宮城県地方課、1958）
- 『日本歴史地名大系第四巻 宮城県の地理』（平凡社、1987年7月10日発行)